# ハインリヒ3世 (リンブルフ公)
ハインリヒ3世（Heinrich III., 1140年ごろ - 1221年6月21日）は、リンブルフ公およびアルロン伯（在位：1165年 - 1221年）。リンブルフ公ハインリヒ2世とマティルデ・フォン・ザッフェンベルクの息子。

## 生涯
1172年、ハインリヒはルクセンブルク伯ハインリヒ4世と戦い、さらにハインリヒ4世と同盟を結んでいたエノー伯ボードゥアン5世とも戦った。アルロンの周辺は荒廃し、敗北したハインリヒはルクセンブルク伯ハインリヒ4世に賠償せねばならなかった。1183年、フォルマル・フォン・カルデンがトリーア大司教に選出されるのを支持したが、これは皇帝フリードリヒ1世に反対された。
1213年、ハインリヒはステップスの戦いで甥のブラバント公アンリ1世と対峙した。ブラバント軍は敗北し逃亡した。ハインリヒは後にオットー・フォン・ブラウンシュヴァイクをフィリップ・フォン・シュヴァーベンよりもドイツ王および皇帝候補として支持した。ハインリヒは1214年のブーヴィーヌの戦いでオットー・フォン・ブラウンシュヴァイク側として戦い、息子のヴァルラム3世はフランス王フィリップ2世側についた。

## 子女
1165年ごろにザールブリュッケン伯シモン1世とマティルデ・フォン・シュポンハイムの娘ゾフィーと結婚し、以下の子女をもうけた。
- ハインリヒ4世（1165年頃 - 1214年） - ヴァッセンベルク領主
- ヴァルラム3世（1168年頃 - 1226年） - リンブルフ公[1]
- フリードリヒ（1211/12年没） - ランメン領主
- ゲルハルト2世（1225年没） - ヴァッセンベルク領主
- シモン（1178年 - 1195年） - リエージュ司教（1193年 - 1195年）、枢機卿（1195年）
- ユーディト（1202年没） - ゴスウィン4世・ファン・ファルケンブルフ（1217年没）と結婚
- マハリウス
- イザベラ（1221年没） - ハインスベルクおよびファルケンブルフ領主ディートリヒ（1192年 - 1227年）と結婚

1189年以前にヘンネベルク伯ポッポ6世の娘アーデルハイト（1198年頃没）と結婚したが、子供は生まれなかった。